# Masia de Frauques
La Masia de Frauques és un mas a l'extrem sud del terme municipal de Tivissa (Ribera d'Ebre) consta de dos volums, el de més alçada de planta baixa, pis i golfes i coberta a dues vessants amb carener paral·lel a la façana. Al conjunt de cossos s'hi adossa la Torre de la Masia de Frauques declarada bé cultural d'interès nacional. Torre de planta quadrangular que es troba adossada en un extrem de la façana posterior de la Masia de Frauques, quedant ocultes dues de les façanes. Consta de quatre nivells d'alçat i té la coberta plana transitable, delimitada pel mateix mur. S'hi accedeix des de dins la casa, si bé s'observa un arc apuntat de pedra basta a la planta baixa, actualment tapiat. A la part superior d'aquesta façana hi ha un matacà estret força ben conservat. Al seu costat s'hi ha afegit recentment una capa de morter que forma rellotge de sol rectangular. L'altra façana vista presenta un eix d'obertures d'arc rebaixat, que van ser afegides amb posterioritat. Les finestres originals, emmarcades de pedra acarada, encara són visibles malgrat trobar-se tapiades. La part superior de l'edifici es troba rematada amb una imbricació ceràmica. El parament dels murs és de pedra lligada amb argamassa -havent perdut la pràctica totalitat de l'arrebossat-, i els angles cantoners estan definits amb carreus escairats.